# Jackson Dwang
Jackson Dwang (Nairobi, 24 de junio de 2002) es un futbolista keniata, nacionalizado sudsudanés, que juega en la demarcación de centrocampista para el Bandari FC de la Liga Keniana de Fútbol.

## Selección nacional
Hizo su debut con la selección de fútbol de Sudán del Sur el 8 de septiembre de 2023 en un encuentro de clasificación para la Copa Africana de Naciones de 2023 contra Malí que finalizó con un resultado de 4-0 a favor del combinado maliense tras los goles de Ibrahima Koné, Nene Dorgeles y un doblete de Kamory Doumbia.

## Clubes
| Club             | País  | Año       | Partidos | Goles |
| ---------------- | ----- | --------- | -------- | ----- |
| Nzoia Sugar FC   | Kenia | 2018-2019 |          |       |
| Posta Rangers FC | Kenia | 2019-2023 |          |       |
| Bandari FC       | Kenia | 2023-     |          |       |